# Bob Moha

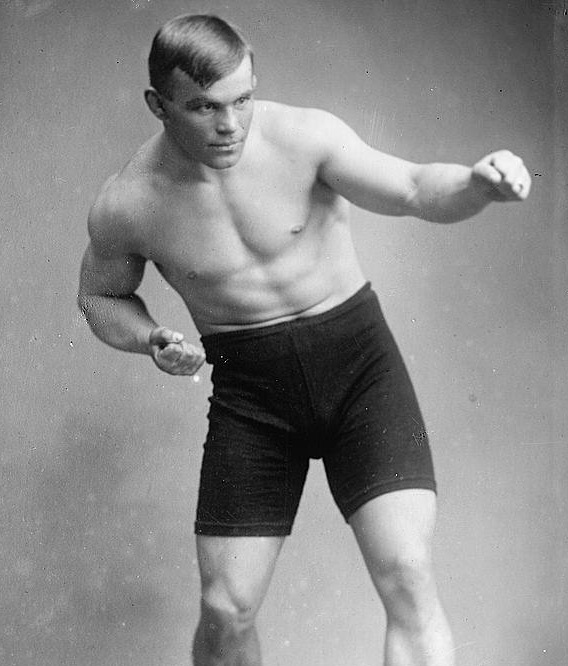
Bob Moha

Bob Moha (* 6. Juni 1890 in Milwaukee, Wisconsin, USA als Robert Mucha; † 4. August 1959) war ein US-amerikanischer Boxer im Halbschwergewicht. Er hielt im Jahre 1903 den Weltmeistertitel des ehemaligen Verbandes NYSAC.